# P進ガンマ関数
数学において、p進ガンマ関数（pしんガンマかんすう、英: p-adic gamma function）Γp(s) は p進数 s を変数とする関数で、ガンマ関数と似たものである。Morita (1975) によって初めて陽的な形で定義されたが、Boyarsky (1980) は陰的な形では同様の関数が Dwork (1964) において使われていたことを指摘している。Diamond (1977) は log Γ(s) の p進の類似物として Gp(s) を定義した。Overholtzer (1952) はかつてガンマ関数の p進の類似物として異なるものを定義していたが、彼の関数は十分な性質を備えておらず、あまり用いられていない。

## 定義
p進ガンマ関数は、p進整数 s を変数とし、次を満たす唯一つの連続関数である。
{\displaystyle \Gamma _{p}(s)=(-1)^{s}\prod _{0<i<s,\ p\nmid i}i.}
ただし s は正とし、積は p によって割り切れない整数 i に制限されている。